# Hồ Ngọc Nhuận
Hồ Ngọc Nhuận (1935 – 19 tháng 5 năm 2022) sinh tại tỉnh Mỹ Tho là nhà báo, nhà hoạt động xã hội, Ủy viên Ủy ban Trung ương Mặt trận Tổ quốc Việt Nam, Phó Chủ tịch Ủy ban Mặt trận Tổ quốc Việt Nam Thành phố Hồ Chí Minh . Ông Nhuận từng là Giám đốc chính trị chủ bút nhựt báo Tin Sáng của ông Ngô Công Đức (Dưới chế độ của chính quyền Việt Nam Cộng hòa, Tin Sáng là tờ báo đối lập có uy tín, với những cây bút nổi tiếng Nguyễn Ngọc Lan, Lý Chánh Trung, Hồ Ngọc Nhuận, Lý Quí Chung...).

## Tiểu sử
Ông Hồ Ngọc Nhuận từng là dân biểu đối lập thời Việt Nam Cộng hòa ở miền Nam, Giám đốc chính trị chủ bút nhật báo Tin Sáng. Sau sự kiện 30 tháng 4 năm 1975, ông được cho tiếp tục điều khiển tờ Tin Sáng thêm một thời gian rồi bị bắt đóng cửa. Là một nhân sĩ có tiếng, ông làm Phó Chủ tịch Ủy ban Mặt trận Tổ quốc Việt Nam của thành phố Hồ Chí Minh, Ủy viên Ủy ban Trung ương Mặt trận Tổ quốc Việt Nam cho đến nay.

## Hoạt động nổi bật
Hồi ký ĐỜI-Chuyện về những người tù của tôi được ông Nhuận viết năm xong vào năm 2003, bổ sung hai lần (2006 và 2010), nhưng vẫn chưa tìm được nhà xuất bản.
Ngày 08/12/2012, ông Hồ Ngọc Nhuận kêu gọi lãnh đạo Đảng CSVN và chính quyền thành phố, cùng với các đại biểu của nhân dân tham gia mít tinh trước Nhà hát lớn thành phố để phản đối những hành động gây hấn của Trung Quốc trên Biển Đông. Đây là lần đầu tiên một quan chức đương nhiệm trong chính quyền Việt Nam công khai kêu gọi tập hợp phản đối Trung Quốc..
Ông Hồ Ngọc Nhuận, ủng hộ ông Lê Hiếu Đằng kêu gọi thành lập chính đảng mới tại Việt Nam, rằng "chính đảng mới sẽ không nhằm chống đối Đảng CSVN, mà cùng hợp tác để thúc đẩy "xây dựng dân chủ cho nước Việt Nam"". Trong một bài viết có cái tựa "Phá Xiềng", ông kêu gọi các đảng viên ĐCSVN bỏ đảng, gia nhập đảng mới Dân Chủ Xã hội .

## Phát biểu
Nói về Quốc hội Việt Nam trong cuộc phỏng vấn với Mặc Lâm, biên tập viên RFA, đăng ngày 30.09.2013:
| “ | ...tại làm sao quốc hội Sài gòn của chúng tôi ngày xưa, các đảng phái được vô, tôn giáo được vô còn bây giờ mấy anh bít hết chỉ có đảng của mấy anh thôi. Đó là đảng hội chứ quốc hội gì? | ” |

| “ | ...Chế độ này không dân chủ...có dân chủ mà không có đối lập thì kể như là cụt chứ không phải cuội nữa mà nó là độc tài...Thật sự cái luật của chế độ mới bây giờ đâu phải là pháp trị mà là đảng trị. Họ thâu tóm tất cả trong tay họ hết. Chế độ này họ muốn cai trị nhưng họ không có luật....Còn những cái mà ổng cho là quyền của dân thì ổng ghi trong hiến pháp thì ổng để đó.... Còn cái này cũng không phải pháp trị mà cũng không pháp quyền nữa mà nó là đảng trị. Đảng trị từ đầu đến cuối. "Đảng ta là đảng cầm quyền". Cầm quyền một mình nên đi tới độc quyền. Vậy thôi. | ” |

## Chính kiến
Ngày 9.12.2015 ông cùng với 126 người khác, trong đó có các nhân vật tên tuổi như nhà nghiên cứu Nguyễn Đình Đầu, Thiếu tướng Nguyễn Trọng Vĩnh, GS Hoàng Tụy, TS Nguyễn Quang A, GS Nguyễn Huệ Chi, GS Nguyễn Đình Cống, GS Chu Hảo, GS Nguyễn Đăng Hưng, GS Tương Lai, Huỳnh Tấn Mẫm, GS Trần Văn Thọ, Đại sứ Nguyễn Trung, GS Phạm Xuân Yêm..., đã gửi một bức thư ngỏ đến Bộ Chính trị, Ban Chấp hành Trung ương khóa XI, các đại biểu dự Đại hội lần thứ XII và toàn thể đảng viên Đảng Cộng sản Việt Nam. Bức thư đề nghị "đổi tên đảng (không gọi là Đảng Cộng sản); đổi tên nước (không gọi là Cộng hòa xã hội chủ nghĩa); trả lại tự do cho những người khác chính kiến đang bị giam giữ; chấm dứt sự trấn áp và ngăn chặn nhân dân thực hiện quyền tự do dân chủ theo Hiến pháp" đồng thời nêu ý kiến "Thực tiễn của nước ta cũng như trải nghiệm của nhiều nước trên thế giới đã cho thấy rõ sai lầm và thất bại của đường lối xây dựng chủ nghĩa xã hội theo chủ nghĩa Mác - Lênin".